# Nemesia valenciae
Espèce
Nemesia valenciae est une espèce d'araignées mygalomorphes de la famille des Nemesiidae.

## Distribution
Cette espèce se rencontre en Espagne et au Maroc.

## Description
Le mâle holotype mesure 9,0 mm.

## Étymologie
Son nom d'espèce lui a été donné en référence au lieu de sa découverte, la province de Valence.

## Publication originale
- Kraus, 1955 : Spinnen von Korsika, Sardinien und Elba (Arach., Araneae). Senckenbergiana Biologica, vol. 36, no 5/6, p. 371-394.